# 靛 (作家)
靛，原名郭彩嵐，生於香港，畢業於香港理工大學設計學院，曾任職繪圖員、插畫員、平面／網頁設計師，現職自由插畫師及小說、繪本作家。

自1997年開始參與不同類型的插畫及設計工作，作品散見各出版社著作、報章及網站，其中參與插畫工作之出版著作累積至今超過200部。

於2005年開始推出圖文小說，作品以個人包辦文字、插畫及設計見稱，其中《L6》小說系列於2014及2015年兩度改編成舞台劇。
2018年起創作繪本獨立誌(zine)，發揮最大的創作自由度。

2020年起於Patreon贊助平台連載圖文小說作品及插畫畫作。並於2023年起於各大電子書平台發表連載圖文小說作品結集本電子書。

多年來亦有到不同學校主持講座及工作坊，分享及教授插畫寫作等創作經驗。

## 筆名由來
修讀設計時期，參與同人誌組織「Break Rules」，當時希望以筆名發表漫畫，有感名字「彩嵐」跟彩藍色諧音，便在彩虹七色當中選了靛色為筆名，因其形意特別，亦較為中性。

## 作品列表

### 著作
- 《L6》（2005年11月，明窗出版社）
- 《妝苑》（2006年6月，明窗出版社）
- 相對系列1-《雙對輪》（2006年12月，明窗出版社）
- 相對系列2-《二對輪》（2007年6月，明窗出版社）
- 變形記系列1-《疒》（2007年11月，明窗出版社）
- 《人間節氣》（2008年7月，日閱堂）
- 變形記系列2-《興建者阿博》（2009年7月，日閱堂）
- 《人海日月》（2010年1月，天馬文化）
- 變形記系列3-《花辛妮遜》（2010年6月，天馬文化）
- 《L6.那年夏天》（2011年5月，天馬文化）
- 《L7.復刻回憶》（2011年5月，天馬文化）
- 相對系列3-《刺五加與槍》（2011年11月，天馬文化）[1]
- 《吉光片羽》（2012年3月，天馬文化）
- 變形記系列4-《內星人》（2012年7月，天馬文化）
- 相對系列4-《彼岸花之約》（2013年7月，天馬文化）
- 《#抉擇代理人》（2014年7月，格子盒作室）
- N4系列1-《厄爾尼諾與拉妮娜》（2015年6月，格子盒作室）
- N4系列2-《拉妮娜與厄爾尼諾》（2016年3月，格子盒作室）
- N4系列3- The Story Zine of El Nino & La Nina《N4.3 我們一起去旅行》（2018年3月，獨立誌）

### 電子書著作
- 《奇妙世界》短篇故事集（2023年7月，伊靛園電子書）[2][3][4]

- 《L5.快樂時代》阿禮篇（2023年7月，伊靛園電子書）[5][6][7]

- 相對系列 5《共生幻方》（2023年7月，伊靛園電子書）[8][9][10]

- 《N4.3 我們一起去旅行》繪本獨立誌（2023年9月，伊靛園電子書）[11][12][13]

- 《N4.2 拉妮娜與厄爾尼諾》（2023年9月，伊靛園電子書）[14][15][16]

- 《N4 厄爾尼諾與拉妮娜》（2023年9月，伊靛園電子書）[17][18][19]

- 《L6．那年夏天》（2023年12月，伊靛園電子書）[20][21][22]

- 《L7．復刻回憶》（2023年12月，伊靛園電子書）[23][24][25]

- 《#抉擇代理人》（2023年12月，伊靛園電子書）[26][27][28]

- 《抉擇代理人：舞台劇劇本》（2023年12月，伊靛園電子書）[29][30][31]

- 《一欄•故仔專門店》獨立短篇（2024年3月，伊靛園電子書）[32][33][34]

### 專欄
- 給W的信（星島 S-file）- 2008年9月-2009年4月[35]

## 作品改篇

### 舞台劇
- 《L6．那年夏天》由零玖貳叁家劇團改編，香港文化中心（劇院）2014年10月24日至2014年10月26日共5場 [36]
- 《L7．復刻回憶》由零玖貳叁家劇團改編，上環文娛中心（劇院）2015年11月13日至2015年11月15日共3場 [37]

## 外部連結
- 作品贊助平台Patreon：dindin （页面存档备份，存于）
- 靛 電子書 | Readmoo 讀墨電子書：
- 靛 電子書 | 樂天Kobo 電子書： （页面存档备份，存于）
- 靛 電子書 | Amazon Kindle 電子書：
- 靛 電子書 | Google Play Books 電子書： （页面存档备份，存于）
- 個人插畫網頁：靛Din-illustrator （页面存档备份，存于）
- Facebook專頁：din.fb （页面存档备份，存于）
- 個人Facebook帳戶：ddddinnnn
- instagram：ddddinnnn （页面存档备份，存于）